# Чосонівські посольства до Японії

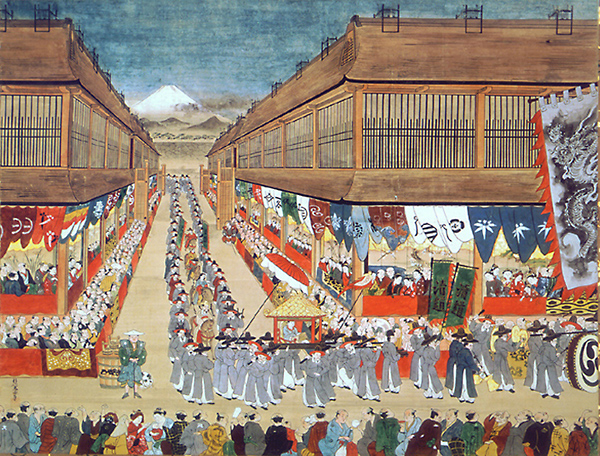
Процесія корейського посольства в Едо (1748).

Чосонівські посольства до Японії (кор. 朝鮮通信使, 조선 통신사, чосон тхонсін-са; яп. 朝鮮通信使, ちょうせんつうしんし, тьосен цусін-сі) — дипломатичні місії корейської династії Чосон до Японії. Висилалися корейцями для передачі державних грамот японським володарям, що іменувалися в корейських документах «ванами Японії». Протягом 1607 — 1811 років посольства відправлялися 12 разів з нагоди призначення нового сьоґуна. В японській нового часу історіографії називалися корейськими данницькими посольствами (яп. 朝鮮来聘使, ちょうせんらいへいし, тьосен райхей-сі).

## Короткі відомості
Перші міждержавні контакти корейської династії Чосон з Японією датуються кінцем 14 століття. В 1404 році корейці уклали офіційні стосунки із сьоґунами роду Асікаґа як «ванами Японії». Офіційні відносини між обома державами зводилися до обміну державними грамотами. З 17 століття, після провалу японських вторгнень у Корею 1592 — 1598 років та заборони корейського уряду на перебування японців в країні, японська сторона в особі сьоґунату Токуґава перестала висилати посольства до Кореї. Обмін грамотами став проводитися під час одностороннього відвідування корейськими делегаціями резиденції сьоґунів Токуґава в Едо. Загалом між 1607 і 1811 роками Японію відвідало 12 посольств династії Чосон.　Японська сторона вважала їх усі посольствами доброї волі (通信使), проте корейська сторона розглядала перші три місії як посольства у відповідь на японську державну грамоту, прислану сьоґунатом Токуґава, з метою повернення вивезених з Кореї співвітчизників під час японських завоювань (回答兼刷還使). Відмінності у розумінні сторонами мети посольств спричинили янаґавський інцидент, після якого решта 9 корейських посольств відправлялися як посольства доброї волі.
Корейські посольства очолювалися повноважним послом, супровід якого становив 300 — 500 осіб. Окрім дипломатів до нього входили корейські каліграфи, поети, художники, літератори, майстри бойових мистецтв та інші представники корейської культурної еліти. Делегація діставалася до Осаки через Внутрішнє Японське море, а звідки рушала пішки до Едо. Японська сторона брала на себе усі витрати з утримування корейських посланців, включаючи переїзд, ночівлю та харчування. Оскільки прибуття посольств було справою престижу обох країн, їхній прийом проводився з розмахом. Японці витрачали від 500 тисяч до 1 мільйона золотих рьо для розважання гостей.
До 19 століття корейські посли прибували в Едо з нагоди призначення нового сьоґуна. Проте останнє 12 посольство відкладалося через великий голод Теммей і змогло вирушити до Японії лише 1811 року. Відправка корейських місій планувалася і надалі, але реалізовані не були через брак коштів та зовнішньополітичну загрозу японському уряду.
Формально для корейської сторони місія посольств була культрегерською. Корейці вважали, що нестуть світло конфуціанської корейської культури в дику нецивілізовану Японію. Фактично корейські посланці займалися розвідувальною діяльністю, складаючи детальні описи політичного і соціально-економічного життя мешканців Японських островів. Така діяльність була спричинена побоюваннями корейської сторони щодо можливого повторення японських вторгнень 1592 — 1598. Звіти, що були складені корейськими послами в ході подорожей Японією, є першокласними джерелами з соціальної історії Японії 17 — 19 століть.

## Хронологія
- Рік — рік відправи посольства. Посольства доброї волі (通信使) відзначені темним кольором.
- Ван — ван Чосону, від імені якого відправлялося посольство.
- Посол — повноважний посол Чосону, голова корейської делегації в Японії.
- Володар — японський володар, що одноосібно керував цілою країною.
- Деталі — мета і зміст діяльності корейського посольства.

| Рік                   | Ван             | Посол           | Володар           | Деталі |
| Період Муроматі       | Період Муроматі | Період Муроматі | Період Муроматі   | Період Муроматі |
| --------------------- | --------------- | --------------- | ----------------- | --- |
| 1392                  | Тхеджо          | невідомо        | Асікаґа Йосіміцу  | Прохання допомоги в боротьбі з піратами. Відновлено дружні стосунки між країнами |
| 1398                  | Тхеджо          | Пак Тончі       | Асікаґа Йосімоті  | Прохання допомоги в боротьбі з піратами. Вислано посольство у відповідь. |
| 1404                  | Тхеджон         | Йо Ийсон        | Асікаґа Йосімоті  | Прохання допомоги в боротьбі з піратами. Вислано посольство у відповідь. |
| 1406                  | Тхеджон         | Юн Мьон         | Асікаґа Йосімоті  | Прохання допомоги в боротьбі з піратами. Вислано посольство у відповідь. |
| 1410                  | Тхеджон         | Ян Юн           | Асікаґа Йосімоті  | Прохання допомоги в боротьбі з піратами. Корейська сторона висловила співчуття у зв'язку зі смертю Асікаґи Йосіміцу і подарувала буддистські сутри. Вислано посольство у відповідь. |
| 1413                  | Тхеджон         | Бак Бун         | Асікаґа Йосімоті  | Прохання допомоги в боротьбі з піратами. |
| 1420                  | Седжон          | Сон Хийгьон     | Асікаґа Йосімоті  | Вислано посольство у відповідь. |
| 1423                  | Седжон          | Пак Хийчун      | Асікаґа Йосікадзу | Вислано посольство у відповідь, яке привезло буддистські сутри. |
| 1424                  | Седжон          | Пак Ансін       | Асікаґа Йосікадзу | Вислано посольство у відповідь. |
| 1428                  | Седжон          | Пак Сосен       | Асікаґа Йосінорі  | Корейська сторона висловила співчуття у зв'язку зі смертю Асікаґи Йосімоті та привітала Йосінорі у зв'язку з призначенням його новим сьоґуном.                                      |
| 1432                  | Седжон          | Лі Є            | Асікаґа Йосінорі  | Вислано посольство у відповідь. |
| 1439                  | Седжон          | Ко Тикчон       | Асікаґа Йосінорі  | Прохання допомоги в боротьбі з піратами. |
| 1443                  | Седжон          | Бьон Хомун      | Асікаґа Йосімаса  | Корейська сторона висловила співчуття у зв'язку зі смертю Асікаґи Йосінорі та привітала Йосікацу у зв'язку з призначенням його новим сьоґуном.                                      |
| Період Адзуті-Момояма |                 |                 |                   | |
| 1590                  | Сонджо          | Хван Юнгіль     | Тойотомі Хідейосі | Корейська сторона привітала Хідейосі у зв'язку з об'єднанням Японії. |
| 1596                  | Сонджо          | Хван Сін        | Тойотомі Хідейосі | Переговори щодо припинення війни в Кореї. |
| Період Едо            |                 |                 |                   | |
| 1607                  | Сонджо          | Йо Угіль        | Токуґава Хідетада | Відповідь на японське запрошення. Нормалізація міждержавних стосунків. Обмін полоненими минулої війни.                                                                              |
| 1617                  | Кванхегун       | О Юнгьом        | Токуґава Хідетада | Відповідь на японське запрошення. Вітання з перемогою під Осакою. Обмін полоненими.                                                                                                 |
| 1624                  | Інджо           | Чон Ріп         | Токуґава Ієміцу   | Відповідь на японське запрошення. Корейська сторона привітала Ієміцу в зв'язку з призначенням його новим сьоґуном. Обмін полоненими.                                                |
| 1636                  | Інджо           | Ім Кван         | Токуґава Ієміцу   | Корейська сторона привітала Ієміцу в зв'язку з розвитком міждержавних стосунків. |
| 1643                  | Інджо           | Юн Сунджі       | Токуґава Ієміцу   | Корейська сторона привітала Ієміцу з днем народження. |
| 1655                  | Хьоджон         | Чо Хьон         | Токуґава Ієцуна   | Корейська сторона привітала Ієцуну в зв'язку з призначенням його новим сьоґуном. |
| 1682                  | Сукджон         | Юн Чіван        | Токуґава Цунайосі | Корейська сторона привітала Цунайосі в зв'язку з призначенням його новим сьоґуном.                                                                                                  |
| 1711                  | Сукджон         | Чо Тхеок        | Токуґава Ієнобу   | Корейська сторона привітала Ієнобу в зв'язку з призначенням його новим сьоґуном. |
| 1719                  | Сукджон         | Хон Чхіджун     | Токуґава Йосімуне | Корейська сторона привітала Йосімуне в зв'язку з призначенням його новим сьоґуном.                                                                                                  |
| 1748                  | Йонджу          | Хон Гьохий      | Токуґава Ієсіґе   | Корейська сторона привітала Ієсіґе в зв'язку з призначенням його новим сьоґуном. |
| 1764                  | Йонджу          | Чо Ом           | Токуґава Ієхару   | Корейська сторона привітала Ієхару в зв'язку з призначенням його новим сьоґуном. |
| 1811                  | Сунджо          | Кім Ікьо        | Токуґава Ієнарі   | Корейська сторона привітала Ієнарі в зв'язку з призначенням його новим сьоґуном. |